# Furunässjön
Furunässjön är en sjö i Umeå kommun i Västerbotten och ingår i Sävaråns huvudavrinningsområde. Sjön har en area på 0,372 kvadratkilometer och ligger 250,1 meter över havet. Furunässjön ligger i Sävarån Natura 2000-område. Sjön avvattnas av vattendraget Hålvattsbäcken. Vid provfiske har bland annat abborre, gädda, lake och mört fångats i sjön. Vid sjön ligger Björnkälen, ett nybygge anlagt 1789. Det hörde ursprungligen till Degerfors socken men överfördes 1939 till Umeå socken. Gården används av EFS som lägergård.

## Delavrinningsområde
Furunässjön ingår i det delavrinningsområde (712960-171127) som SMHI kallar för Namn saknas. Medelhöjden är 232 meter över havet och ytan är 15,02 kvadratkilometer. Det finns inga avrinningsområden uppströms utan avrinningsområdet är högsta punkten. Hålvattsbäcken som avvattnar avrinningsområdet har biflödesordning 3, vilket innebär att vattnet flödar genom totalt 3 vattendrag innan det når havet efter 61 kilometer. Avrinningsområdet består mestadels av skog (81 procent) och sankmarker (13 procent). Avrinningsområdet har 0,41 kvadratkilometer vattenytor vilket ger det en sjöprocent på 2,7 procent.

## Fisk
Vid provfiske har följande fisk fångats i sjön:
- Abborre
- Gädda
- Lake
- Mört
- Öring